# 特殊教育
特殊教育（とくしゅきょういく）は、特殊な教育上の必要を抱えた生徒たちを対象として、個々の生徒の差異や必要を踏まえた方法により、行なわれる教育実践である。理想的には、個々の生徒ごとに計画が立てられ、教師たちの教授手法や、装備や教材、アクセシビリティの確保された環境などが、組織的に点検される。こうした付加的な措置は、特殊な教育上の必要を抱えた生徒たちが、通常の典型的な教室における授業を中心とした教育のみに接する場合よりも、より一層高い水準で自己実現を達成し、学校やコミュニティにおいて成功を収めるために設計される。

## 概要
特殊な教育上の必要とされるものの中には、学習障害、コミュニケーション障害、気分障害（感情障害）、行動障害、身体障害、発達障害などが含まれる。こうした特殊な教育上の必要を抱えた生徒たちには、通常とは異なる教授法や、技術の利用、特に設けられた教授のための場所、ないし、通級指導教室の用意など、追加的な教育サービスの提供が、有効な対処と考えられている。
知的能力に恵まれた、いわゆるギフテッドである生徒たちも、学習においては異質な存在であり、やはり通常とは異なる教授法や教育プログラムが有益であるが、「特殊教育」という用語を用いる場合は、何らかの障害を抱えた生徒たちの指導に限られている。つまりギフテッド教育は特殊教育とは別個に扱われる。一方でギフテッドでありながら学習障害の如き何らかの障害を併存しているもの（2e）に対する特殊教育は存在する。
特殊教育が、特殊な教育上の必要を抱えた生徒たちを対象としているのに対し、リメディアル教育（補修教育、治療教育）は、特殊な教育上の必要の有無に関わらず、すべての生徒が受けられるものであり、その対象となるのは、理由の如何に関わらず、より上位の教育を受けるのに必要な準備が整っていない者たちである。例えば、高い知能をもつ者であっても、内乱や戦争によって国内避難民の状態に置かれて教育が中断されれば、必要な準備が整わない状態になってしまう。
ほとんどの先進国において、教育者たちは教授法や教育環境を調整し、できるだけ多くの生徒たちが普通教育の枠組の中で学べるように努めている。このため、先進国における特殊教育は、そのための施設を意味するというよりも、普通の学校で受けられる教育サービスとしてとらえられていることが多い。統合によって、社会的不名誉を緩和し、多くの生徒たちの学業成績を引き上げることができると考えられている。
「特殊教育 (special education)」の対義語は、「普通教育 (general education)」である。日本語の「普通教育」も、英語の「general education」も、文脈によって意味が異なってくるが、この意味での普通教育は、特別な教授法や支援によらず行なわれる標準的なカリキュラムを意味している。

## 世界各国の状況

### アフリカ
南アフリカ共和国
1995年と2001年に、それぞれ出された白書が、この国における特殊教育についての議論をしている。地域の学校には、一定の独立した権限が与えられている。
個々の生徒の必要に応じて、個別の対応をとることも、普通の対処をとることも、推奨されている。

### アジア
中華人民共和国
 日本
特殊な必要を抱えた日本の生徒たちは、学校に関して4つの対処のいずれかひとつを受ける。すなわち、特別支援学校、普通学校（一般的な小学校・中学校）に併設された特別支援学級、通級指導教室（通級）、ないし、普通教室のいずれかである。
特別支援学校は、重度の障害のために地域の普通学校に収容することが困難な生徒のための施設である。こうした学校では、普通の学校におけるものと同様の評価方法は用いられず、個々の生徒ごとの計画に沿った評価が行われる。
特別支援学級も同様であり、全国的に定められているカリキュラムに、教師の判断で変更を加えて適用することが認められている。「通級」は、比較的軽度の問題をもった生徒たちが、小集団で個別の特殊な指導を受けるために一時的、部分的に通級指導教室を利用するものである。こうした生徒たちは、通級指導教室を利用する時間以外は、普通の学級で過ごしている。また、特殊な必要を抱えていても、常に普通教室に属しながら、必要に応じて通常の、ないし、個別の対処を受けている生徒たちもいる。
障がいをもった生徒たちの教育訓練は、特に後期中等教育において、生徒たちが社会の中でできるだけ自立が可能となるように、職業教育の側面が強調されている。職業教育の内容は、生徒の障害によって多様なものとなるが、選択肢は数が限られている。こうした生徒たちの可能性の幅を広げる必要があることは、政府も明らかに認識している。高等教育への進学も、政府の課題となっており、政府は高等教育機関に対して、より多くの障害者を学生として受け入れるよう働きかけている。
 パキスタン
1947年の独立以来、パキスタンは深刻な諸問題に直面してきており、このため特殊教育について適切に力点を置いた対処のみならず、そもそも教育への対処が不十分になっている。様々な事情の中でも、教育資源の不足は、資金面のみならず人材の面でも、大きな問題となっている。特殊教育の必要なり重要性は、これまでの様々な時期にも教育政策上の必要として認識されてはきた。1959年の全国教育委員会の最初の報告書は、特殊教育の重要性を強調していた。その後も、1972年の教育政策や、1979年の全国政策と補助計画において、この分野の重要性に一定の配慮がなされた。また、それぞれの時期の中期計画（5カ年計画）に内容が反映されてきた。1999年、首都イスラマバードに特殊教育総局 (the Directorate General of Special Education, Islamabad) が開設された際には、こうした必要が特に強く認識された。その後、パキスタン政府は、2002年に新たな障がい者全国政策を立ち上げ、その推進に取り組んである。
 シンガポール
シンガポールの教育省にとって、特殊教育は常々中心的な課題のひとつであった。特殊な教育上の必要を抱えた生徒たちは、特殊学校で学ぶことも、普通学校で学ぶことも選択肢になっているが、障がいをもつ生徒たちの大部分は特殊学校で学んでいる。
特殊教育を受けている生徒が、国家的な試験で一定の配慮を求める場合には、障がいを証明する文書類を提出しなければならない。問題を簡単にするといった調整は行なわれないが、その生徒が通常の学校での学習において利用している範囲内であることが証明され、試験の統一性を損なわない程度であれば、試験されるべき能力と無関係な要因によって生徒たちが不当に不利な扱いを受けないように配慮がなされる。初等教育修了試験においては、対処可能な配慮についてのリストが提示されている。

### オセアニア
オーストラリア
オーストラリア特殊教育協会 (Australian Association of Special Education Inc, AASE) は、2005年の障がい者教育基準 (the Disability Standards for Education 2005) に基づいて。障がいを抱えた生徒たちに、他の生徒たちと同様の入学資格、教育機会の提供を求めている。
標準化された試験については、すべての州で障がいをもつ生徒たちのための特別な配慮の手続きが採られている。生徒たちは、文書による証明を提出しなければならないが、求められた配慮がすべて認められるわけではない。例えば、文字の読み取りができない生徒は、それが障がいによるものであったとしても、問題を読み上げてもらうことはできない。これは、試験結果から、その生徒の読み取り能力の限界を正確に明示することができないためである。なお、大学入学試験については、受験に際しての配慮について、特段の定めなはない。

### ヨーロッパ
ヨーロッパ諸国は、国ごとにそれぞれ独自の特殊教育体制をとっている。ヨーロッパの28か国は、欧州特別支援教育機構の枠組に参加している。
 チェコ
学校は、生徒の学業成績、到達度を評価する際に、個々の生徒の特殊教育の必要性について勘案しなければならないとされている。
 デンマーク
デンマークでは、ディスレクシア（識字障害）など特定の学習障害を抱える生徒の99%が、そうした障害をもたない生徒たちと一緒に学んでいる。
 フィンランド
学校は、個々の生徒の必要に応じて、全国的なガイドラインを適宜修正できる。特殊な教育上の必要を抱えた生徒たちには、個別の学習計画が立てられる。
そうした生徒たちは、学校が行なう試験の一部を免除されており、例えば聴覚に障がいのある生徒は、リスニングのテストを免除される。生徒が、卒業試験の際に一定の配慮を受ける場合には、その旨が終了証明書に注記される。全国的なコア・カリキュラムに従って評価することがふさわしくない場合には、個々の生徒それぞれの個別の教育計画における目的設定に従って評価が下される。
 フランス
フランスでは、障がいをもった生徒たちも通常は地域の普通学校で学ぶが、特種学校に入って、個別に用意された計画に従って学ぶこともできる。個々の生徒ごとの学校計画には、学校が提供できる教授法や、心理学的、ないし医学的なりそれに準じるサービスについても記載されている。
 ドイツ

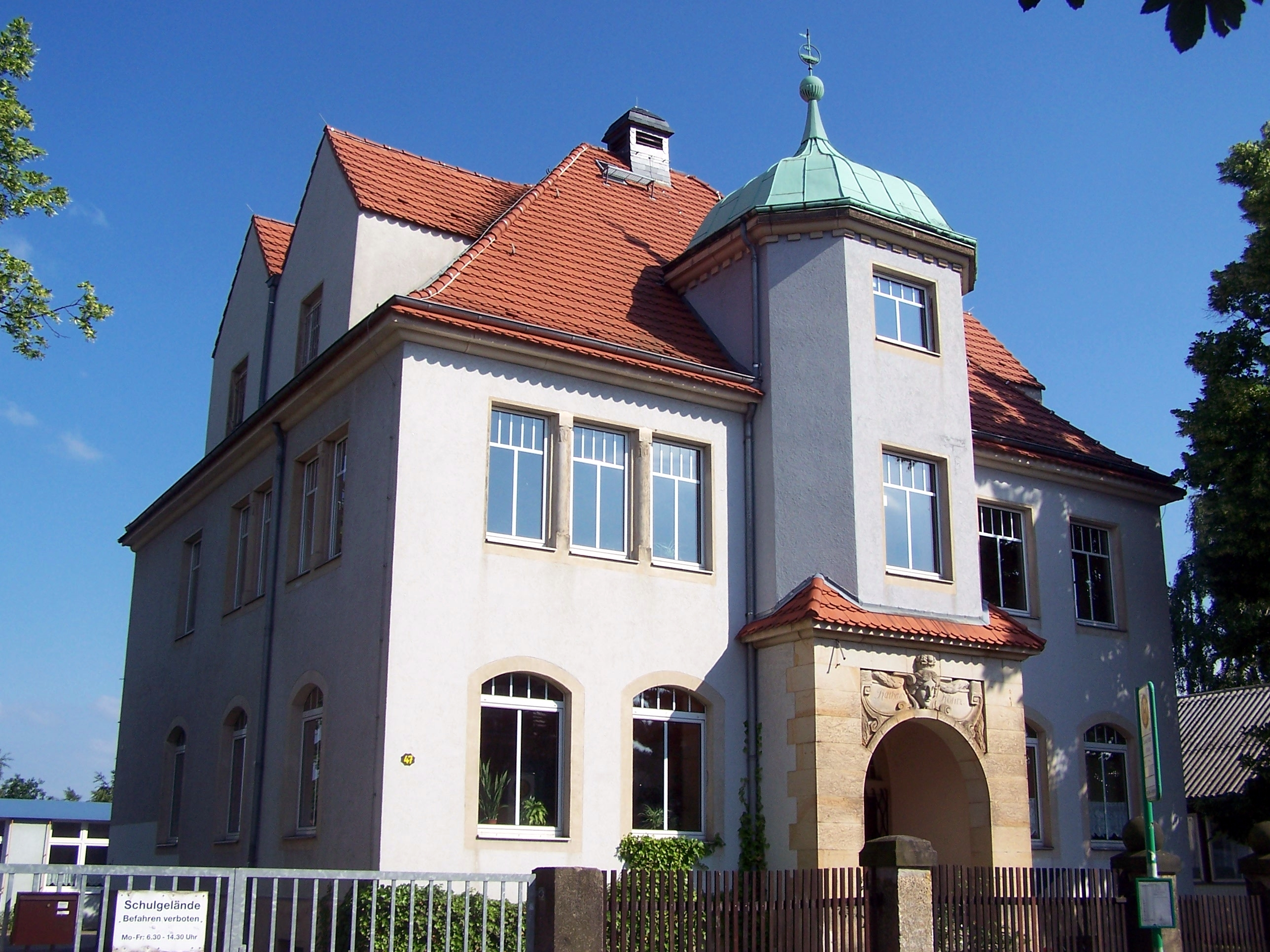
ドイツ、ケーティッツにある、情緒面の配慮が必要な生徒たちのための特殊学校。

ドイツでは、特殊な配慮が必要な生徒たちの大部分が、そうした生徒たちだけを対象とした特殊学校に学ぶ。これには、次のような諸類型がある。
- Förderschule für Lernbehinderte - 学習障害のための特殊学校：学習に困難を伴う児童が対象
- Förderschule mit dem Förderschwerpunkt Geistige Entwicklung - 認知発達のための特殊学校：重篤な学習上の困難を抱えた児童が対象
- Förderschule Schwerpunkt emotionale und soziale Entwicklung - 情緒的・社会的発達のための特殊学校：情緒面の特殊な必要を抱えた児童が対象
- Förderschule für Blinde - 盲学校：（重度の）視覚障害者である児童が対象
- Förderschule für Sehbehinderte - 視覚障害のための特殊学校：視覚障害者である児童が対象
- Förderschule für Gehörlose 聾学校：（重度の）聴覚障害者である児童が対象
- Förderschule für Schwerhörige - 聴覚障害のための特殊学校：聴覚障害者である児童が対象
- Förderschule für Körperbehinderte - 身体障害のための特殊学校：身体障害をもつ児童が対象
- Förderschule für Sprachbehinderte - 言語障害のための特殊学校：言語障害をもつ児童が対象
- Förderschule für Taubblinde - 視聴覚二重障害者のための特殊学校：視聴覚二重障害をもつ児童が対象
- Schule für Kranke - 患者のための学校：病気のために学校での就学が困難であったり、長期入院を要する児童だ対象
- Förderschule für schwer mehrfach Behinderte - 重篤な多重障害者のための特殊学校：複数の障害をもち、特殊な介護などを必要とする児童が対象。対象となる者の中には、非常に基本的な情緒的、感覚的刺激に反応するだけの者も含まれる。こうした学校の教師は（視聴覚二重障害者のための特殊学校の教師とともに）、極めて高い専門性をもっている。

ドイツでは、生徒21人にひとりが、何らかの特殊学校で学んでいる。特殊学校の教師たちは、大学で学ぶ段階から特殊教育に必要とされる、特化した訓練を受ける。特殊学校は、教師と生徒の人数比において普通の学校よりも恵まれていることが多く、他の学校にはない施設が用意されていることも多い。
ドイツでも、特殊な配慮が必要な生徒たちの一部は、基幹学校や総合学校など、普通学校で学んでいる。
特殊な配慮が必要な生徒たちは、標準的な試験を免除される場合もあり、また、配慮された形で試験を受けることもある。
 ギリシャ
ギリシャでは、特殊な配慮が必要な生徒たちは、普通学校か、特殊学校で就学する。
障害が証明されている生徒たちは、一部の標準的な試験を免除されるか、それに代わる試験を受ける。個々の生徒の必要に応じて対処がなされ、例えば、視覚障害をもつ生徒は口頭による試験を受けることができ、聴覚障害をもつ生徒は筆記による試験を受けることができる。こうした配慮は、成績証明に注記される。
 ハンガリー
特種教育は中央政府によって管理されている。
1993年の公教育法によって、教育上特殊な必要がある生徒たちは、標準的な試験を免除されるか、配慮された形による試験を受けるものとされている。こうした生徒たちは、試験時間の延長や、試験形態の選択（筆記ではなく口頭試問を選べるなど）、ふだんから学校で使用している装備等の使用を求める権利が認められている。
2006年現在、障害をもつ生徒には、大学受験において一定のボーナス点（8点分）が与えられているが、これには不公平だという批判もある。
 オランダ
「みんなで一緒に学校へ行こう (Weer Samen Naar School)」という政策のもと、教育上特殊な必要がある生徒たちは、原則として、一定の支援を受けながら普通学校で学んでいる。特殊学校には、4つの類型がある。全国的な政策には、個々の生徒の強さ、弱さを踏まえた「適切な教育 (passend onderwijs)」への転換も見受けられる。
個々の生徒が抱える制約よりも、彼らに特殊な必要や、彼らの積極的な能力が強調されている。障害については、通常は専門家による記録がとられている。
 ノルウェー
特殊な必要が生じる教育のための全国支援システム Statped が、ノルウェー教育訓練事務局によって運営されている。Statped の一般的な目的は、各自治体の教育担当者や政府の行政担当者に指導や支援を提供し、一般的なもの特殊なものを問わず教育上の必要を抱えた児童、青年、成人などのために、十分に助言された教育上、発達上の展望を確保することにある。Statped の付属機関は、広範囲にわたる様々なサービスを提供している。Statped は、各州が設けた13カ所のリソース・センターと特種教育のための4つの機関から、対価を支払ってサービスを受けている。各センターは、特種教育の指導と支援を、各自治体や行政担当者に提供している。
 ポルトガル
障害をもつ生徒たちは、障害の評価に基づいて、適切に配慮されることを求める権利が保障されている。学校は一般的に自立したものと見なされている。
 スロベニア
全国試験を行う全国試験センターは、地域の学校の試験委員会が支持する配慮への要請について、通例その大部分を承認している。行政側は、障害のない生徒たちとの不公平になる虞れがある配慮には、反対している。
 スペイン
学校は、特殊教育の必要をもつ生徒たちに対して、彼らが進歩をみせ、学校に参加できるよう、サービスやリソースを提供することが求められている。地域の学校が、個々の生徒に適切にサービスを提供できない場合には、生徒は特殊学校に移されることもある。
スペインの非政府組織であるスペイン視覚障害者協会 (ONCE) などは、障がいをもつ生徒たちに有為のサービスを提供してきた実績がある。
 スウェーデン
地域の学校は、全国的なガイドラインに従って、実質的な自治権をもっている。各学校は、生徒たちに設定された目標にふさわしい支援を提供することが期待されている。
普通教育へ就学するには、能力が低いとされた生徒には、養護学校に相当するとされる「Särskola」が設けられている。2012年から2013年にかけて、ディスレクシア（識字障害）など比較的軽い問題をもつ生徒たちが特殊学校に入れられていることが、生徒たちの将来の労働市場における位置づけに重大な影響を及ぼすとして、マスメディアからの批判が高まった。
 スイス
教育は、26ある州（カントン）に委ねられており、特殊教育のプログラムも地域によって異なっている。いずれにせよ、典型的には統合型である。生徒たちは、個別に設けられた学習目標に基づいて評価される。
 イギリス
イングランドおよびウェールズにおいて、「SEN」と頭字語で言及されるのは、特殊教育の必要 (Special Educational Needs) がある状態のことで、支援や、教育を補完するプログラムやスタッフを提供するサービスがある。イングランドでは、「SEN PPS」という、特殊教育を必要とする親への協力サービス (the Special Educational Needs Parent Partnership Service) がある。また、各地の自治体が提供する「SENAS」という、特殊教育の必要への補助サービス (the special educational needs assessment service) もある。「SENCO」と称される、特殊教育の必要に応じたコーディネーターが、通常は学校と協力して、学校の中で特殊教育の必要を抱える生徒たちへの対応にあたる。「SEN PPS」は、個々の生徒のために、計画と教育への展望を立てる上で両親たちを支援する。教育省は、イングランドにおける特殊教育を統括する立場にある。
こうした対象となる生徒のほとんどは、個別の教育計画をもっているが、これに加えて、あるい、これに代えて、集団としての計画をもつこともできる。集団計画は、それに属する生徒たち全員が、同じような目標をもっている場合に、適用される。
スコットランドでは、追加的な支援について定めた2004年教育法 (スコットランド)によって、教育機関に対し、他の機関や保護者たちの意見も聞いた上で、すべての生徒たちの必要に見合う対処をすることが義務づけられている。スコットランドにおいては、「SEN」などの用語は法的裏付けのある公式なものではないが、2004年教育法の下では、「SEN」も「ASN (Additional Support Needs)」（追加的支援の必要）も現場では同義で用いられている。

### 北アメリカ
北アメリカにおいては、特殊教育のことを専門的な文脈では「special ed」、「SpecEd」、「'SPED」、「SpEd」などと省略した形で言及する。
 カナダ
カナダにおいて、教育は個々の州や準州の管轄となっている。このため、規則等は場所によっていろいろ異なるものとなっている。総じて、普通学校において一般の生徒とともに学ぶモデルが優勢になっている。
大規模な試験を行う場合に特殊な必要のある生徒の到達度を計る場合、カナダの学校は、例えば視覚障害者に補助器具等の使用を認めるなど、一定の配慮をするのが普通である。他の事例では、通常とは異なる評価方法を用いたり、試験を簡単なものに差し替える調整などが行なわれたり、障がいをもつ生徒についてはそもそも試験を全面的に免除することもある。
 アメリカ合衆国
特殊な必要を抱えるすべての生徒たちは、個々の生徒の必要に応じて学校に何ができるか、概要を示した、個別教育プログラム (IEP) を与えられる。障害者教育法 (IDEA) は、特殊な必要をもつ生徒たちにも、無償かつ適切な公教育をより制限のない環境で提供することが求められている。政府が運営する学校は、様々な程度の特殊教育を提供しており、一般の生徒とともに学ぶ最も制約が少ない環境として、一般の生徒たちとともに普通の教室で学ぶインクルージョン教育の水準から、特殊学校への隔離のような最も制約が多い環境まで、様々な段階がある。学校が提供する教育は、個々の生徒の必要に適切に応じたものでなければならない。各学校は、生徒の能力を最大限に引き出すことや、考えられる限り最善の方策を提供することは、求められていない。先進諸国の大半とは異なり、アメリカ合衆国の学校は、生徒の必要に応じて、スピーチ・セラピーなどの言語聴覚療法をはじめ、様々な医療サービスも提供している。
アメリカ合衆国教育省によれば、およそ600万人（就学年齢の児童の約10％）は、何らかの特殊教育サービスを受けているという。世界中の大多数の国々と同様に、貧しかったり、民族的少数派であったり、その社会で主流となっている言語を流暢に話せない生徒なども、特殊教育サービスの必要を抱えているものとして扱われる。貧しい地区にあり、黒人やヒスパニックが多い都市部の学校は、使える資源が限られていることが多く、経験の足りない教師がや傭われているために生徒たちの問題行動に対処できず、「結果的に、特殊教育に向かう生徒の数が増加する」。
1960年代、アフリカ系アメリカ人公民権運動の影響もあって、一部の研究者たちは障がい者たちの間における教育格差について研究を始めた。それまでの公立学校における人種別の生徒の扱いにあった「分離すれど平等」という考え方を、憲法違反と判断し、大きな転換点となったブラウン対教育委員会裁判は、PARC対ペンシルベニア州裁判 (PARC v. Commonwealth of Pennsylvania) やミルズ対コロンビア特別区教育委員会裁判といった、特殊な必要を抱えた生徒たちの隔離に風穴を空ける道を開いた。裁判所の裁定は、不必要、不適切な障がいをもつ生徒の隔離は、憲法違反であるという判断を下した。議会も、一連の裁判所の判断に反応し、連邦法として全障害児教育法が1975年に成立し、後に個別障害者教育法 (IDEA) に改められた。この法は、適切な教育への機会が与えられなかった生徒たちにサービスを提供することを学校に義務づけている。
アメリカ合衆国の公立学校において、優勢なモデルはインクルージョン教育である。アメリカ合衆国では、何らかの学習上の困難を抱えている生徒たちのうち5人に3人は、学校における時間の過半を、普通教室で過ごしている。